# Luis Pfannl
Luis Pfannl (Viena, Imperio Austríaco, 1868 – Paraguay, 1961) fue un inmigrante, emprendedor y administrador austríaco pionero de la ganadería y la agricultura moderna en Paraguay en las primeras décadas del siglo XX junto con su hermano Carlos Pfannl.
Entre los dos hermanos llegaron a poseer más de 400.000 hectáreas en los actuales territorios de Concepción, Amambay y Presidente Hayes, siendo en esos años uno de los latifundios más extensos del país.

## Homenajes y legado
Popularmente se recuerda más a su hermano mayor Carlos Pfannl, pero Luis también aportó bastante de sus conocimientos y habilidades administrando y dirigiendo las estancias, haciendo la contabilidad y supervisando a los capataces y trabajadores para eficientizar más su modelo de trabajo basado en la producción ganadera a gran escala, por lo que la mayoría de homenajes en realidad son en honor al legado que dejaron ambos hermanos en el país.